# Egyik kopó, másik eb (televíziós sorozat)
Az Egyik kopó, másik eb (eredeti cím: Turner & Hooch) 2021-es amerikai vígjátéksorozat, amelyet Matt Nix alkotott, az 1989-es azonos című film folytatása. A főszerepekben Josh Peck, Carra Patterson, Lyndsy Fonseca, Vanessa Lengies, Brandon Jay McLaren, Jeremy Maguire és Anthony Ruivivar láthatók.
Az Amerikai Egyesült Államokban 2021. július 21-én mutatták be a Disney+-on. Magyarországon a Disney+ mutatta be 2022. június 14-én.
Egy évad után elkaszálták a sorozatot.

## Ismertető
Scott Turner örököl egy rakoncátlan kutyát, aki a partnere lesz. A Turner család rájön, hogy Scott apja halála nem volt véletlen.

## Szereplők

### Főszereplők
| Szereplő          | Színész             | Magyar hang         | Leírás |
| ----------------- | ------------------- | ------------------- | --- |
| Scott Turner Jr.  | Josh Peck           | Kovács Lehel        | Ambiciózus nyomozó, aki apjától Scott Turnertől örökölt egy rakoncátlan kutyát.                                                                                 |
| Jessica Baxter    | Carra Patterson     | Gubik Petra         | Scott élettársa, aki munka közben bátor és gyors gondolkodású személyiséggel bír, akinek humorérzéke miatt gyakran bajba kerül.                                 |
| Laura Turner      | Lyndsy Fonseca      | Szabó Emília        | Scott nővére, állatorvosi asszisztens, aki elhozza Hoochot Scotthoz, miközben megbékél apjuk halálával, miközben ráveszi Scottot, hogy vizsgálja meg az esetet. |
| Erica Mouniere    | Vanessa Lengies     | Oroszlán Szonja     | Kutyabarát és kiképző, aki beleszeret Turnerbe, miközben Hoochot képzi ki.                                                                                      |
| Xavier "X" Wilson | Brandon Jay McLaren | Pál András          | Volt tengerészgyalogos, aki nyomozó lett. Az iroda egyik legtapasztaltabb tagja.                                                                                |
| Matthew Garland   | Jeremy Maguire      | Kovács András Bátor | Scott unokaöccse, aki szereti a kutyákat. |
| James Mendez      | Anthony Ruivivar    | Kaszás Gergő        | Az Egyesült Államok marsallfőnöke, Scott főnöke. |

### Mellékszereplők
| Szereplő         | Színész       | Magyar hang | Leírás                   |
| ---------------- | ------------- | ----------- | ------------------------ |
| Dr. Emily Turner | Sheila Kelley | Román Judit | Scott anyja, állatorvos. |

### Magyar változat
- Magyar szöveg: Petőcz István
- Hangmérnök: Schriffert László
- Vágó: Sári-Szemerédi Gabriella
- Gyártásvezető: Kincses Tamás
- Szinkronrendező: Majoros Eszter
- Produkciós vezető: Hagen Péter

A szinkront a Mafilm Audio Kft. készítette.

## Epizódok
| #   | Cím                                         | Rendező               | Író                             | Premier                               |
| --- | ------------------------------------------- | --------------------- | ------------------------------- | ------------------------------------- |
| 1.  | Ebtelen időkig (Forever and a Dog)          | McG                   | Matt Nix                        | 2021. július 21. 2022. június 14.     |
| 2.  | Drágán add az ebed (A Good Day to Dog Hard) | Robert Duncan McNeill | Matt Nix                        | 2021. július 28. 2022. június 14.     |
| 3.  | Gyémánt kopó (Diamonds Are Furever)         | Jay Karas             | Michael Horowitz                | 2021. augusztus 4. 2022. június 14.   |
| 4.  | Bundás megtorló (In the Line of Fur)        | Gail Mancuso          | Lesley Wake Webster             | 2021. augusztus 11. 2022. június 14.  |
| 5.  | Aranyszimat (Road to Smell Dorado)          | Robert Duncan McNeill | Juliet Seniff                   | 2021. augusztus 18. 2022. június 14.  |
| 6.  | Kutyafuttában (The Fur-gitive)              | Betsy Thomas          | Steve Joe                       | 2021. augusztus 25. 2022. június 14.  |
| 7.  | Tappancs őrjárat (To Serve and Pawtect)     | Craig Siebels         | Jackie Decembly és Matt Nix     | 2021. szeptember 1. 2022. június 14.  |
| 8.  | Csaholó műértő (Arf Appreciation)           | Ali LeRoi             | John Enbom                      | 2021. szeptember 8. 2022. június 14.  |
| 9.  | TanúvédEBem (Witness Pup-tection)           | James Genn            | Jim Garvey és Matt Nix          | 2021. szeptember 15. 2022. június 14. |
| 10. | Talált ebek osztálya (Lost and Hound)       | Robert Duncan McNeill | Christina Pumariega és Matt Nix | 2021. szeptember 22. 2022. június 14. |
| 11. | Kutyacsoda (Hooch Machina)                  | Shannon Kohli         | Michael Horowitz                | 2021. szeptember 29. 2022. június 14. |
| 12. | A harapósok klubja (Bite Club)              | Robert Duncan McNeill | Matt Nix                        | 2021. október 6. 2022. június 14.     |

## A sorozat készítése
1990-ben a Touchstone Television fejlesztett egy TV sorozatot az Egyik kopó, másik eb című film alapján, Thomas F. Wilson főszereplésével.  A sorozat végül nem valósult meg. A Matt Nix által fejlesztett televíziós sorozatot jelentettek be. Disney+ streaming hivatalosan 2020 februárjában rendelte be a sorozatot.

### Forgatás
A forgatás eredetileg 2020. április 27-én kezdték volna Vancouverben. A forgatás késett, és 2020. szeptember 22-én kezdődött és 2021. április 19-én fejeződött be.